# WSW Wuppertaler Stadtwerke

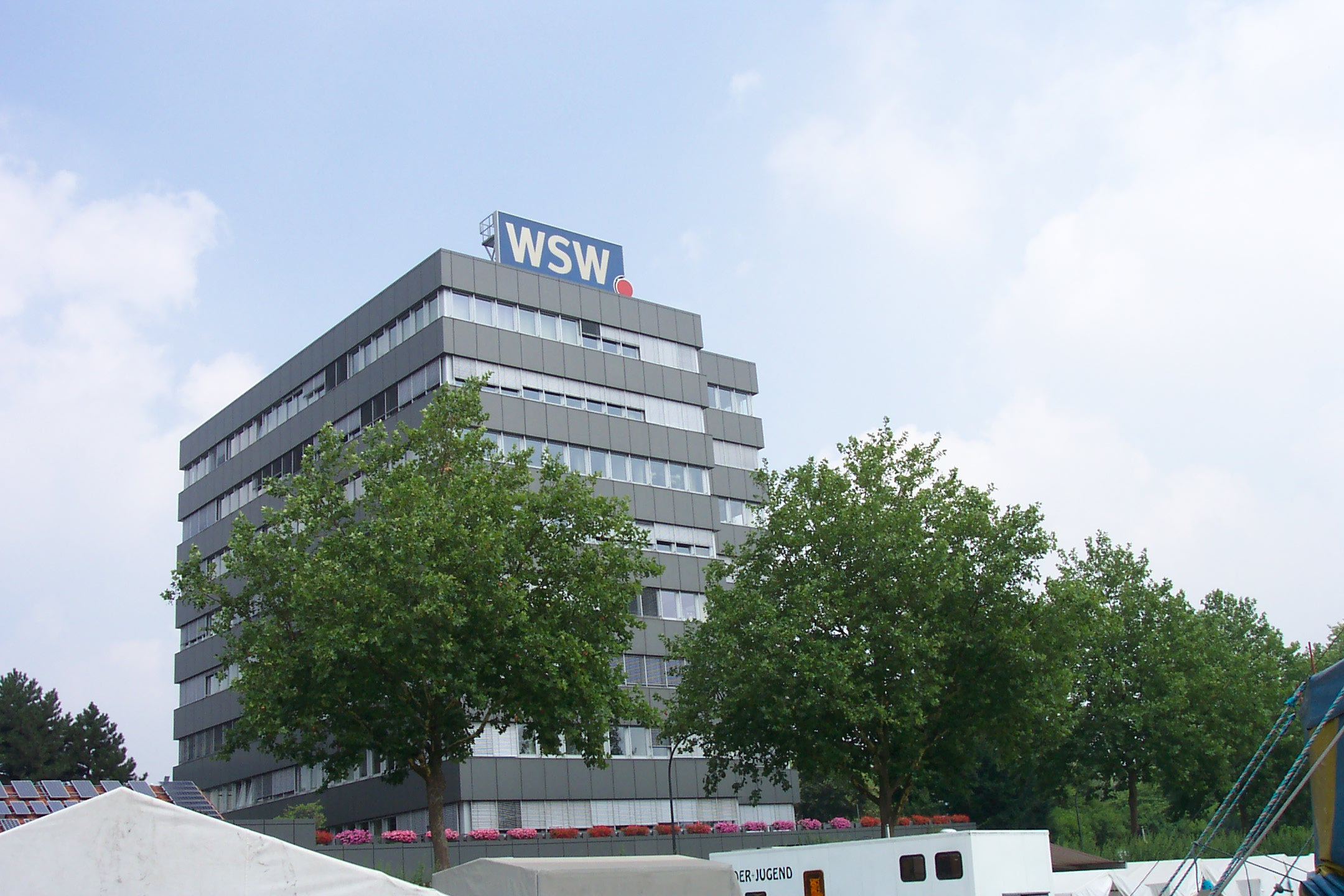
Das ehemalige WSW-Hauptverwaltungsgebäude in der Bromberger Straße im Barmer Quartier Sedansberg

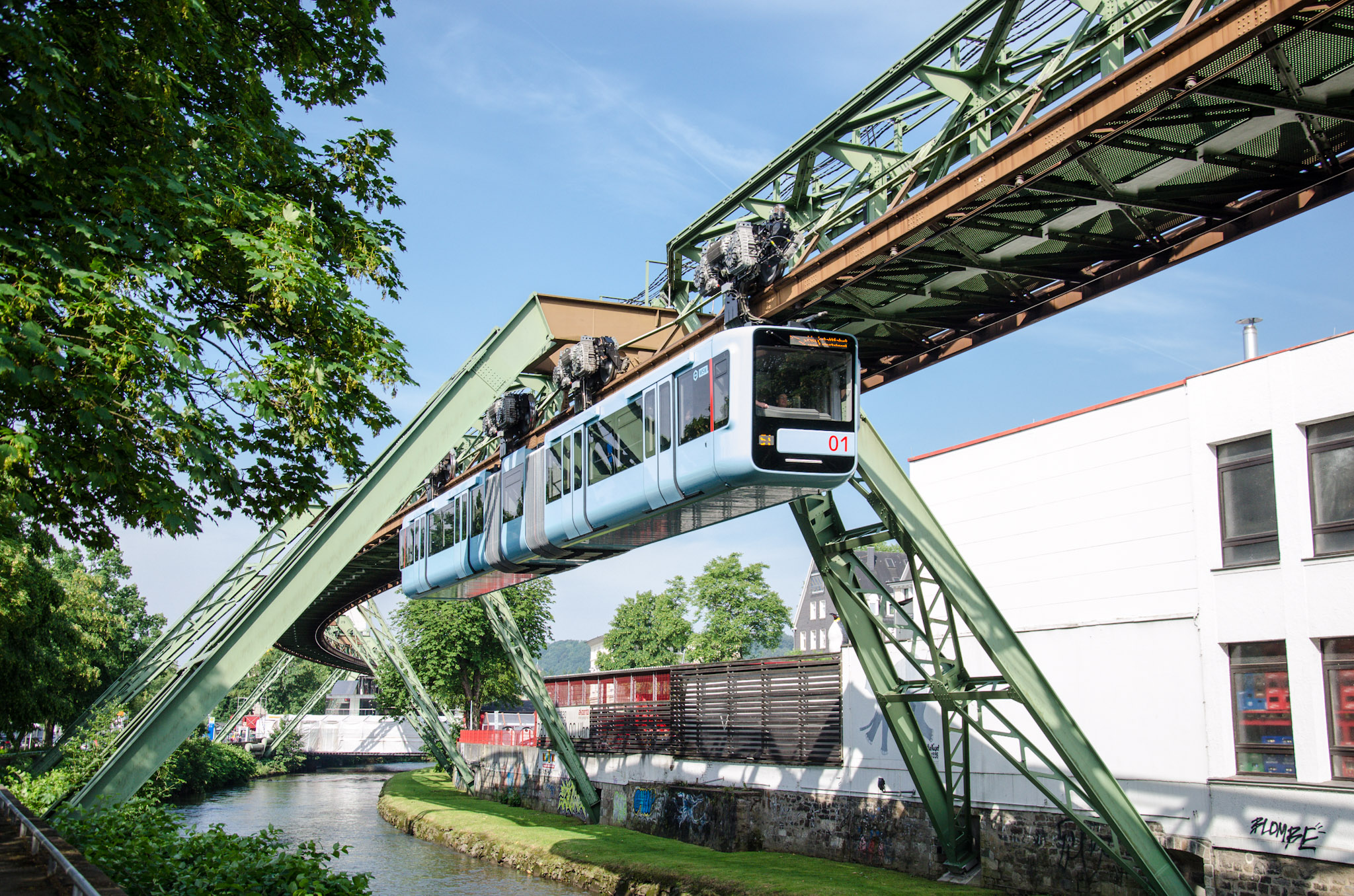
Ein Schwebebahnwagen der Generation 15

Die WSW Wuppertaler Stadtwerke GmbH (WSW) ist die Holding des kommunalen Versorgungs- und Verkehrsdienstleistungsunternehmens der Stadt Wuppertal. Haupteigentümer des Konzerns ist die Stadt Wuppertal mit 99,4 %, der Ennepe-Ruhr-Kreis hält 0,6 %. Der WSW-Gesamtkonzern hat rund 3300 Beschäftigte (2023).

## Geschichte
Ab 2006 wurden die Wuppertaler Stadtwerke umstrukturiert. Die Abspaltung der WSW mobil mit dem Betriebsteil Verkehr und der WSW Energie & Wasser wurde auf den 1. Januar 2007 datiert. Die Spaltung wurde im September 2007 ins Handelsregister eingetragen und zum 1. Oktober 2007 die tatsächliche Leitungsmacht übernommen. Der Betriebsteil Shared Services verblieb beim Mutterunternehmen. Seit 2009 ist GDF SUEZ (heute Engie Deutschland AG) mit 33,1 % an der WSW Energie & Wasser AG beteiligt. 2013 wurde die Wuppertaler Trinkwasserversorgung von einem Eigenbetrieb der Stadt Wuppertal übernommen.
Zum 75. Geburtstag der WSW am 1. März 2023 wurde ein neues Logo für die Unternehmensgruppe eingeführt.

## Geschäftstätigkeit
Die Geschäftstätigkeit des Unternehmens gliedert sich in die Sparten Energie- (Strom, Gas, Fernwärme), Öffentlicher Personennahverkehr, Stadtentwässerung und kommunale Abfallentsorgung.

### Struktur
Zum 1. Januar 2021 besaßen die WSW Beteiligungen an folgenden Unternehmen (Prozentangaben: Anteil der Beteiligung):
- AWG Abfallwirtschaftsgesellschaft mbH (Abfallwirtschaft), 70,47 %
- BEG Entsorgungsgesellschaft mbH (Entsorgung), 45 %
- Bliggit GmbH (Digitalplattform), 50 %
- GWH – Gemeinschaftswerk Hattingen GmbH (Elektrizitätserzeugung), 48 %
- Neue Effizienz GmbH, 20 %
- WSW mobil GmbH (Öffentlicher Personennahverkehr), 100 %
  - Regiobahn GmbH (Eisenbahninfrastruktur), 10 %
  - VSG Verkehrs-Service GmbH, 90 %
- WSW Energie & Wasser AG (Energie- und Trinkwasserversorgung), 66,9 %
  - BTV – Bergische Trinkwasser-Verbund GmbH, 45,7 %
  - Binnenwind GmbH (Elektrizitätserzeugung), 33,3 %
  - ENGIE Kraftwerk Wilhelmshaven GmbH & Co. KG (Elektrizitätserzeugung), 15 %
  - ENGIE WSW Windpark Helmstedt GmbH & Co. KG (Elektrizitätserzeugung), 49 %
  - WSW 3/4/5 Energie GmbH, 74,9 %
  - WSW Netz GmbH (Netzinfrastruktur), 100 %
- Wuppertal Marketing GmbH (Event- und Marketingagentur), 2,33 %
- Wuppertaler Quartiersentwicklungs GmbH i.L., 20 %